# Geek Toys
Geek Toys (japonsky 株式会社ギークトイズ, Kabušiki gaiša Gíku Toizu) je japonské animační studio založené v roce 2017.

## Tvorba

### Televizní seriály
| Rok  | Název                                              | Režie            | Od               | Do                | Díly          | Poznámky                                                                  | Zdroje |
| ---- | -------------------------------------------------- | ---------------- | ---------------- | ----------------- | ------------- | ------------------------------------------------------------------------- | ------ |
| 2018 | Rerided: Tokigoe no Derrida                        | Takuya Sató      | 3. října 2018    | 19. prosince 2018 | 12            | Původní dílo.                                                             | [ 1 ]  |
| 2019 | Kawaikereba hentai demo suki ni natte kuremasu ka? | Icuki Imazaki    | 8. července 2019 | 23. září 2019     | 12            | Adaptace série light novel, jejímž autorem je Tomo Hanama.                | [ 2 ]  |
| 2020 | Plunderer                                          | Hirojuki Kanbe   | 8. ledna 2020    | 24. června 2020   | 24            | Adaptace série mangy, jejíž mangakou je Sú Minazuki.                      | [ 3 ]  |
| 2022 | Date A Live IV                                     | Džun Nakagawa    | 2022             | bude oznámeno     | bude oznámeno | Pokračování anime seriálu Date A Live III.                                | [ 4 ]  |
| tba  | Fantasia Sango: Tengen reišinki                    | Šunsuke Mačitani | bude oznámeno    | bude oznámeno     | bude oznámeno | Založeno na herní sérii Fantasia Sango od společnosti UserJoy Technology. | [ 5 ]  |

### Filmy
| Rok  | Název                             | Režie         | Premiéra           | Poznámky                                                                                            | Zdroje |
| ---- | --------------------------------- | ------------- | ------------------ | --------------------------------------------------------------------------------------------------- | ------ |
| 2020 | Date A Bullet: Dead or Bullet     | Džun Nakagawa | 14. srpna 2020     | Adaptace série light novel, jejímž autorem je Juičiro Higašide. Spin-off anime seriálu Date A Live. | [ 6 ]  |
| 2020 | Date A Bullet: Nightmare or Queen | Džun Nakagawa | 13. listopadu 2020 | Pokračování anime filmu Date A Bullet: Dead or Bullet.                                              | [ 6 ]  |